# リサ・バティアシュヴィリ

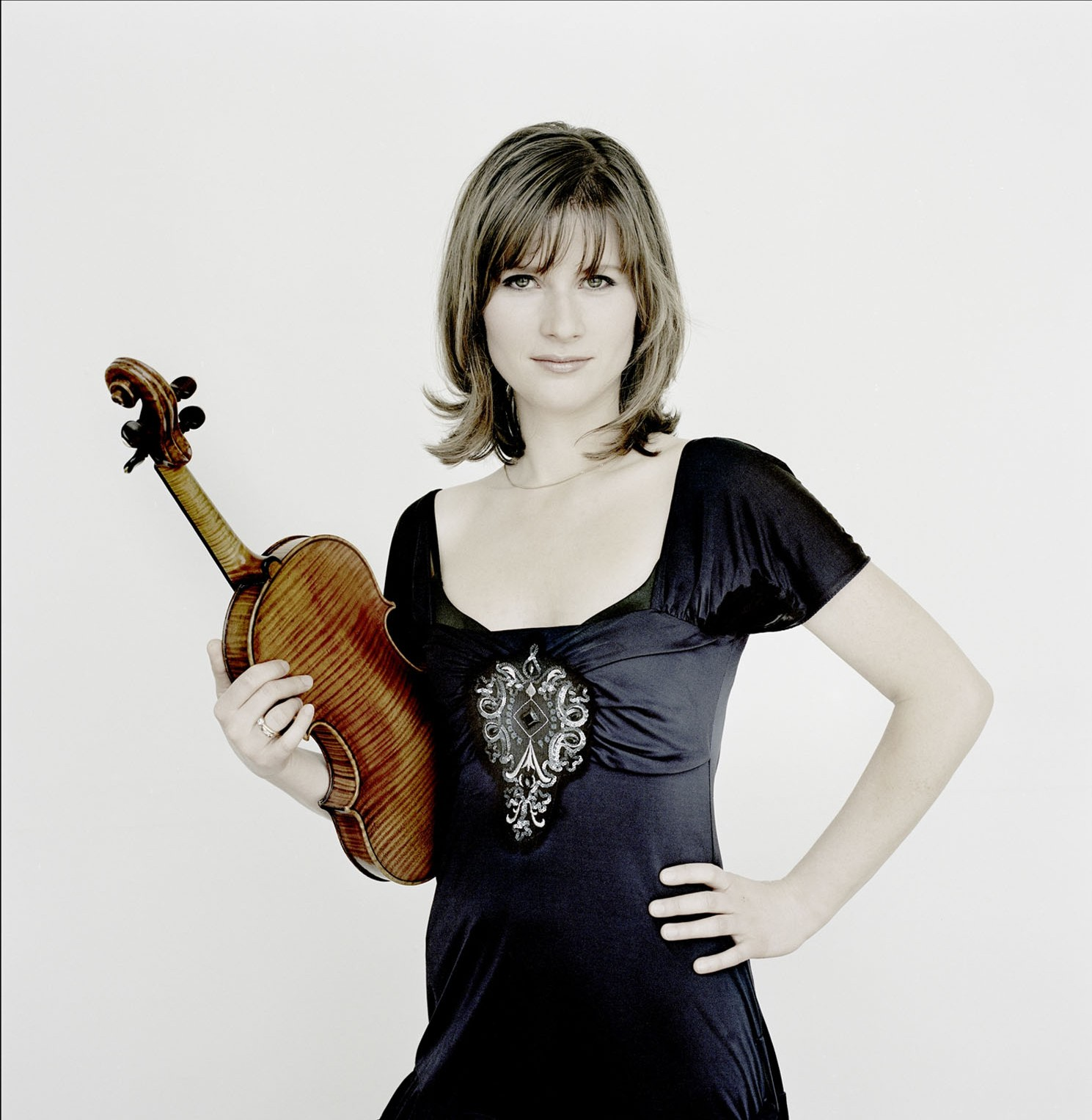
リサ・バティアシュヴィリ

リサ・バティアシュヴィリ (グルジア語: ლიზა ბათიაშვილი, Lisa Batiashvili、1979年 3月7日- ) は、ジョージア出身のヴァイオリニスト。夫はオーボエ奏者のフランソワ・ルルー。

## 経歴
ジョージアの首都トビリシに生まれ、1994年に一家でドイツのミュンヘンに移住する。ハンブルクでマルク・リュボツキーに、ミュンヘンでアナ・チュマチェンコにヴァイオリンを師事。1995年にはわずか16歳にしてシベリウス国際ヴァイオリン・コンクールにおいて2位に入賞し脚光を浴びた。
2001年にBBCプロムスのコンサートに初出演して絶賛を浴びたほか、2007年にはベルリン・フィルハーモニー管弦楽団やニューヨーク・フィルハーモニックの演奏会にもデビュー。2003年にはシュレスヴィヒ・ホルシュタイン音楽祭においてレナード・バーンスタイン賞を受賞。現在は世界各地で一流指揮者やオーケストラと共演を重ねており、日本ではNHK交響楽団と2004年1月(シャルル・デュトワ指揮)、2006年4月(シャルル・デュトワ指揮)、2009年1月(デイヴィッド・ジンマン指揮)、2011年12月(シャルル・デュトワ指揮)に共演している。
2001年にEMIよりCDデビュー（この時はエリザベス・バティアシュビリ-Elisabeth Batiashvili名義）。その後ソニー・クラシカルから2枚のCDをリリースし、2010年にはドイツ・グラモフォンへ移籍。この他、夫であるフランソワ・ルルーのCDにもヴァイオリニストとして参加している。

## 使用楽器
日本音楽財団貸与の1709年製ストラディヴァリウス「エングルマン」

## ディスコグラフィー

### CD
- ブラームス：ヴァイオリン・ソナタ第1番他（EMI、5740172）
- シベリウス：ヴァイオリン協奏曲、リンドベルイ：ヴァイオリン協奏曲（2008年12月3日、Sony、SICC886）
- ベートーヴェン：ヴァイオリン協奏曲、ツィンツァーゼ：6つの小品（2008年12月3日、Sony、SICC887）
- ニコラ・パクリ：愛の協奏曲「春」（2009年10月24日、BIS、BIS1579）
- 『時の谺』ショスタコーヴィチ：ヴァイオリン協奏曲第1番他（2011年2月23日、ドイツ・グラモフォン、UCCG1524） - 2011年度レコード・アカデミー大賞協奏曲部門受賞
- ブラームス：ヴァイオリン協奏曲、クララ・シューマン：ピアノとヴァイオリンのための3つのロマンス（2013年1月、ドイツ・グラモフォン、UCCG1610）
- バッハ:無伴奏ヴァイオリン・ソナタ 第2番 イ短調他 (2014年8月、ドイツ・グラモフォン、UCCG1665)
- チャイコフスキー:ヴァイオリン協奏曲、シベリウス:ヴァイオリン協奏曲（2016年11月、ドイツ・グラモフォン、UCCG1754）
- プロコフィエフ：ヴァイオリン協奏曲第1番、第2番（2018年、ドイツ・グラモフォン、UCCG1790）
- シティ・ライツ（2020年6月、ドイツ・グラモフォン、UCCG40105）
- シマノフスキ：ヴァイオリン協奏曲第1番、ショーソン：詩曲、フランク：ヴァイオリン・ソナタ（2020年8月、ドイツ・グラモフォン、UCCG45057）

### DVD/Blu-ray
- 『ベルリン・フィル ヨーロッパ・コンサート2007』ブラームス：二重協奏曲（Euroarts、2055998、チェロはトルルス・モルク）
- 『ヴァルトビューネ2016～チェコ・ナイト』ドヴォルザーク：ヴァイオリン協奏曲（Euroarts、2061494）
- ブラームス：二重協奏曲（C Major、757204、チェロはゴーティエ・カプソン）